# Rynkplätt
Rynkplätt (Dacrymyces lacrymalis) är en svampart som först beskrevs av Christiaan Hendrik Persoon och som fick sitt nu gällande namn av Søren Christian Sommerfelt 1826. 
Rynkplätt ingår i släktet Dacrymyces och familjen Dacrymycetaceae.  Arten är reproducerande i Sverige. Inga underarter finns listade i Catalogue of Life.

## Källor

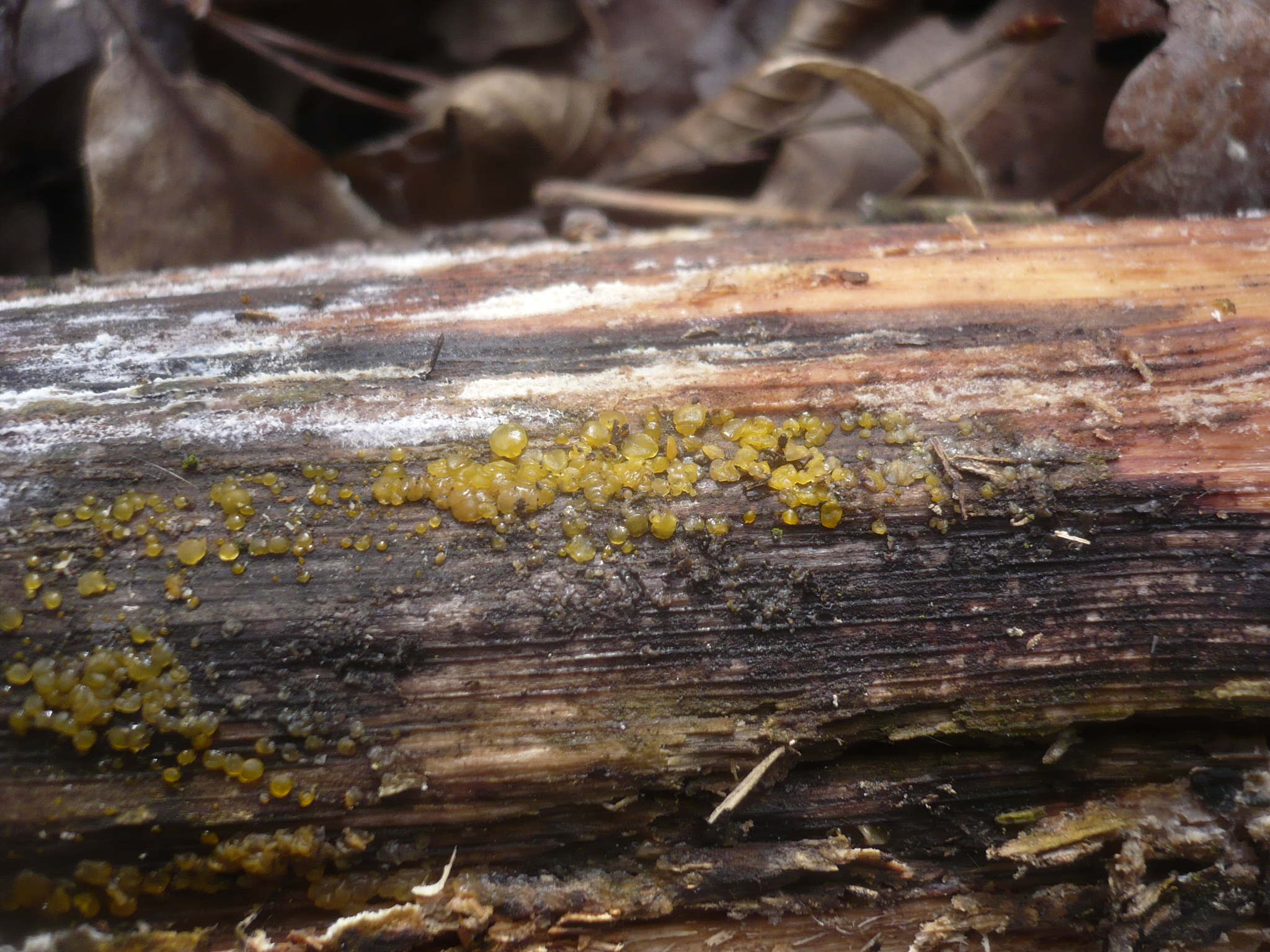
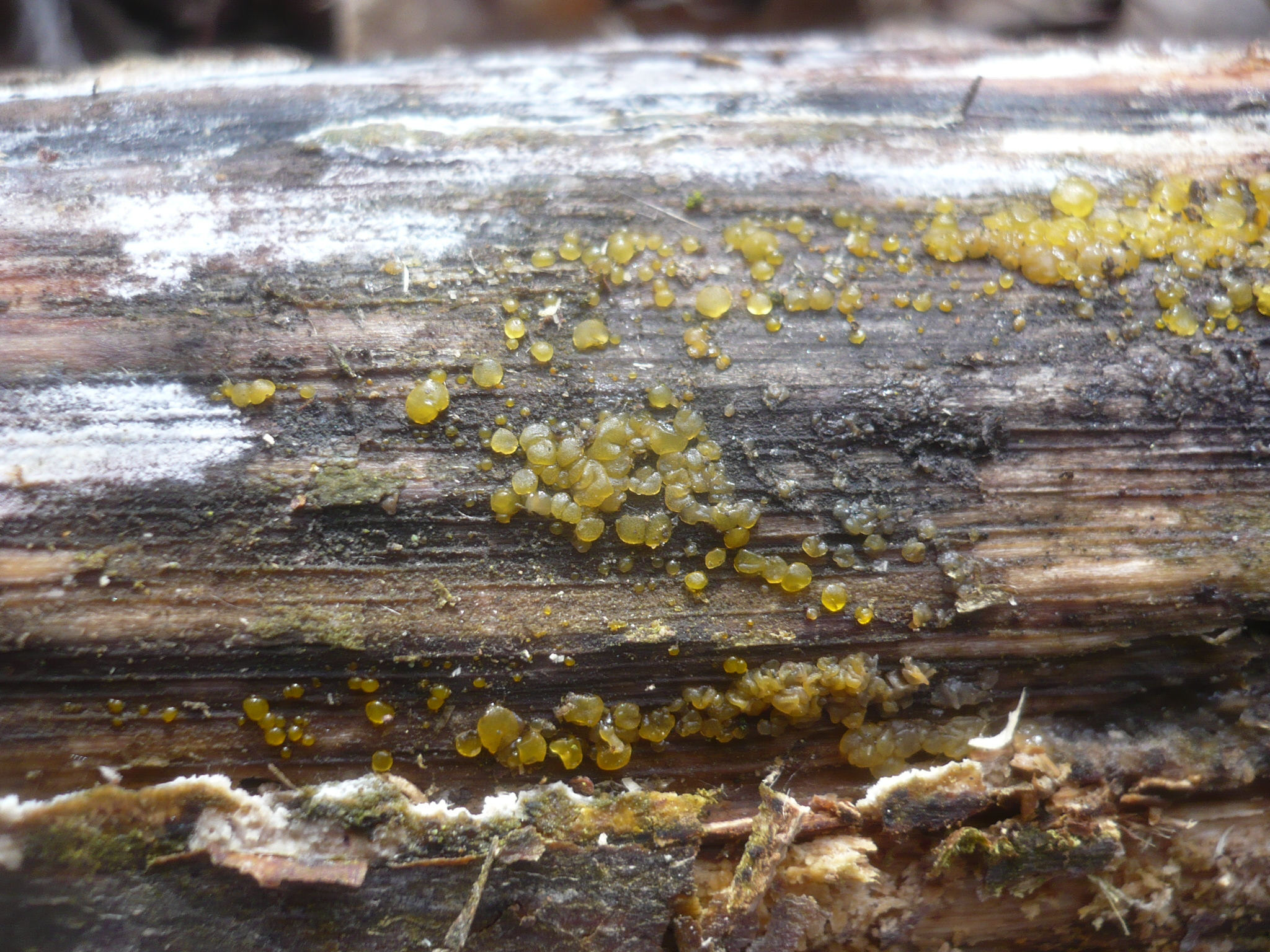
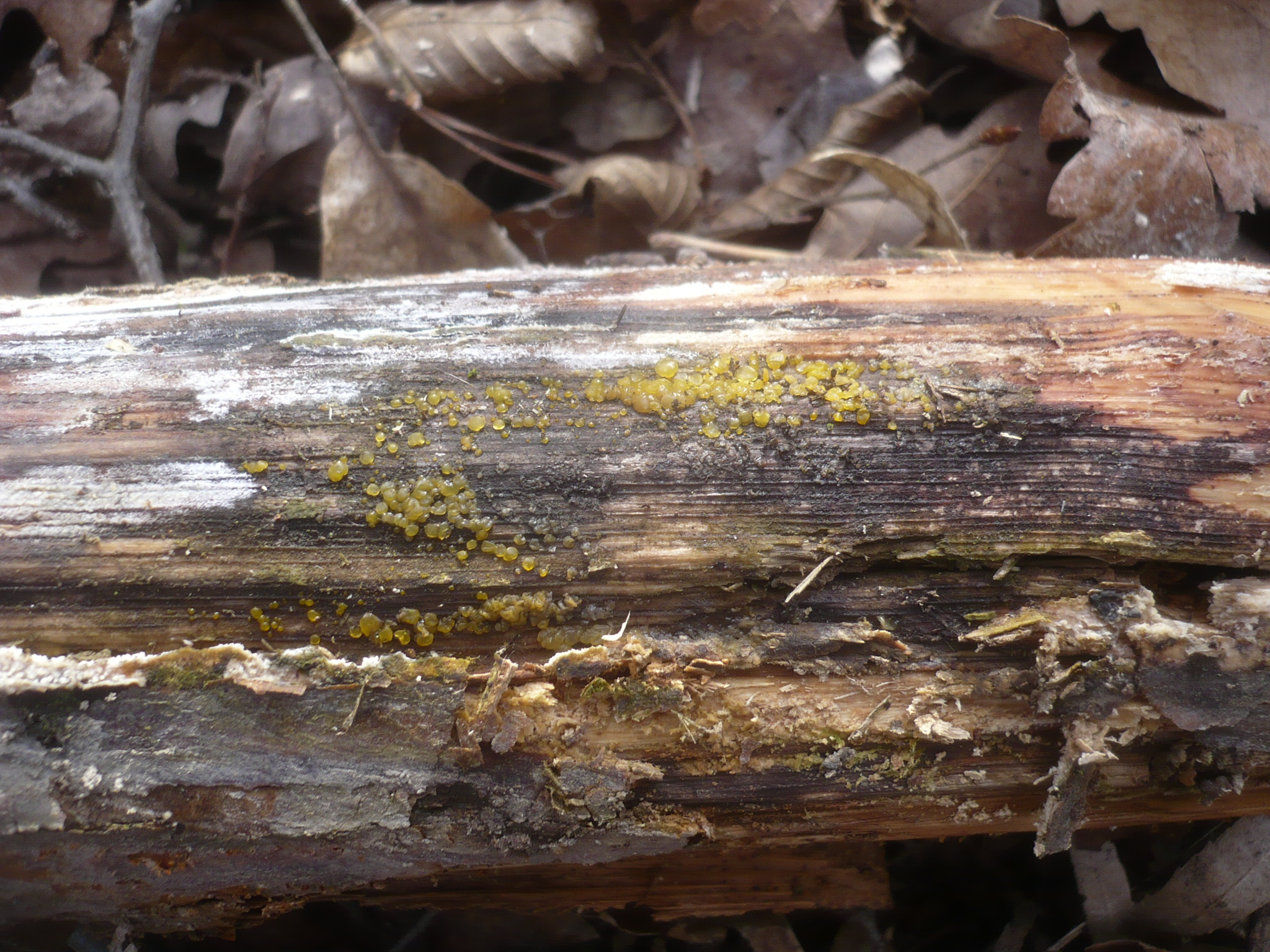
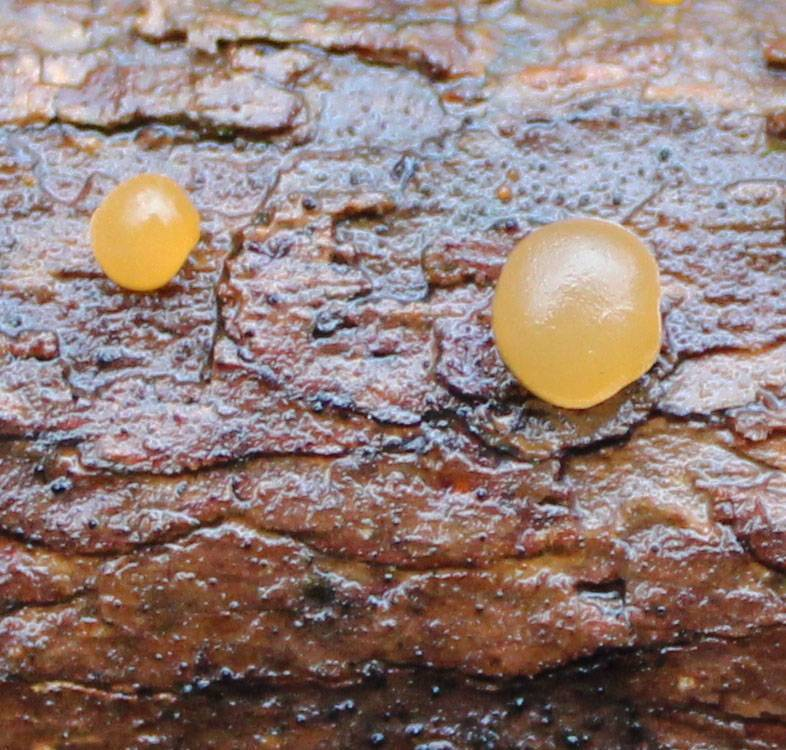
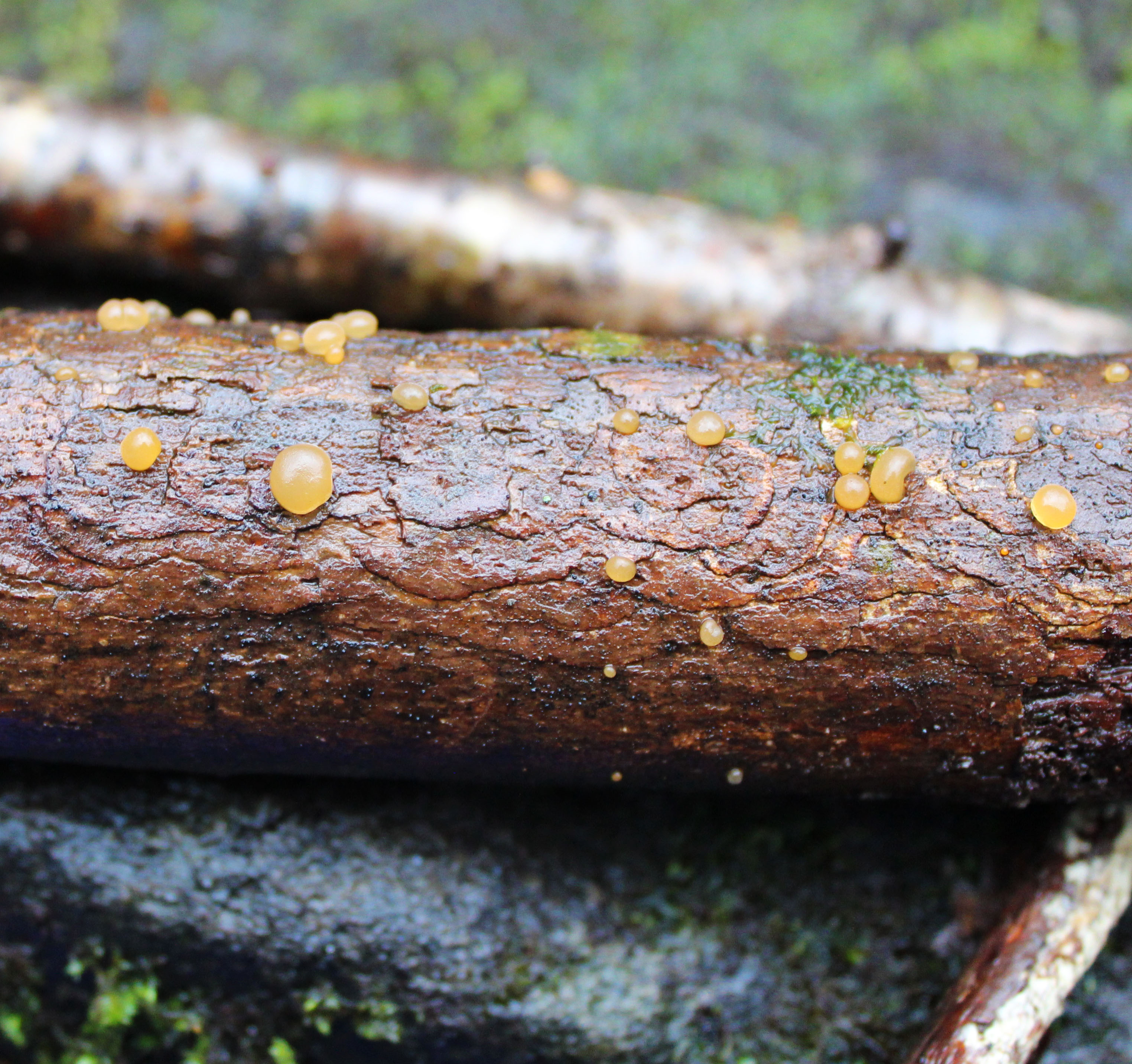